# Fastned
Fastned B.V. ist ein niederländisches Unternehmen, das in mehreren europäischen Ländern ein Netzwerk von öffentlich zugänglichen Ladestationen für Elektrofahrzeuge aufbaut und betreibt.

## Geschichte
Fastned wurde am 24. Februar 2012 in Amsterdam von Bart Lubbers und Michiel Langezaal gegründet. Im April 2012 erhielt Fastned eine 15-Jahres-Konzession für den Betrieb von 201 Ladestationen entlang der niederländischen Autobahnen. Die ersten fünf Stationen wurden im November 2013 eröffnet. Fastned ging am 9. Juli 2014 an die Börse und ist aktuell mit der ISIN NL0013654809 an der Euronext-Amsterdam gelistet.
Im Jahr 2017 erhielt Fastned Förderzusagen über 4,1 Millionen Euro im Rahmen des Bundesförderprogramms Ladeinfrastruktur, um 25 Schnellladestationen in ganz Deutschland aufzubauen. Im Juni 2018 wurde die erste dieser Schnellladestationen in Betrieb genommen. Der Standort nahe der A3 in der ICE-Stadt Limburg in Limburg an der Lahn ist der erste Standort außerhalb der Niederlande.
Im März 2019 erhielt Fastned den Zuschlag zum Bau und Betrieb von 20 Schnellladestandorten an Schweizer Autobahnrastplätzen. Die Konzession hat eine Laufzeit von 30 Jahren. Ebenfalls im März wurde bekannt, dass Fastned eine Ausschreibung für fünf Standorte im Nordosten Großbritanniens gewonnen hat. Ende des Jahres 2019 erhielt Fastned den Zuschlag für 13 Standorte auf Autobahnparkplätzen in den belgischen Provinzen Limburg, Antwerpen und Flämisch-Brabant.
Im Juli 2020 gab Fastned die Übernahme des Ladenetzwerkes des Konkurrenten MisterGreen bekannt. Es handelt sich um 16 Standorte an niederländischen Autobahnraststätten, überwiegend im westlichen Teil des Landes. Ende Oktober 2020 wurde am Flughafen Ostende-Brügge der erste Schnellladepark von Fastned in Belgien in Betrieb genommen. Zudem expandierte Fastned 2020 auch in die Schweiz, der erste Standort in der Nähe von Suhr an der A1 wurde im Dezember 2020 eröffnet.
Im November 2021 wurden die ersten vier Fastned-Standorte in Frankreich in Betrieb genommen. Den Zuschlag für diese sowie fünf weitere Standorte erhielt Fastned im Vorjahr bei einer Ausschreibung der französischen Autobahngesellschaft APRR.
Im Jahr 2023 erhielt Fastned den Zuschlag für zwei der 23 Regionallose der Deutschlandnetz-Ausschreibung. Im Dezember eröffnete Fastned in Düren den ersten Standort des Deutschlandnetzes. Außerdem wurde die Expansion nach Italien und Spanien bekanntgegeben.

## Standorte

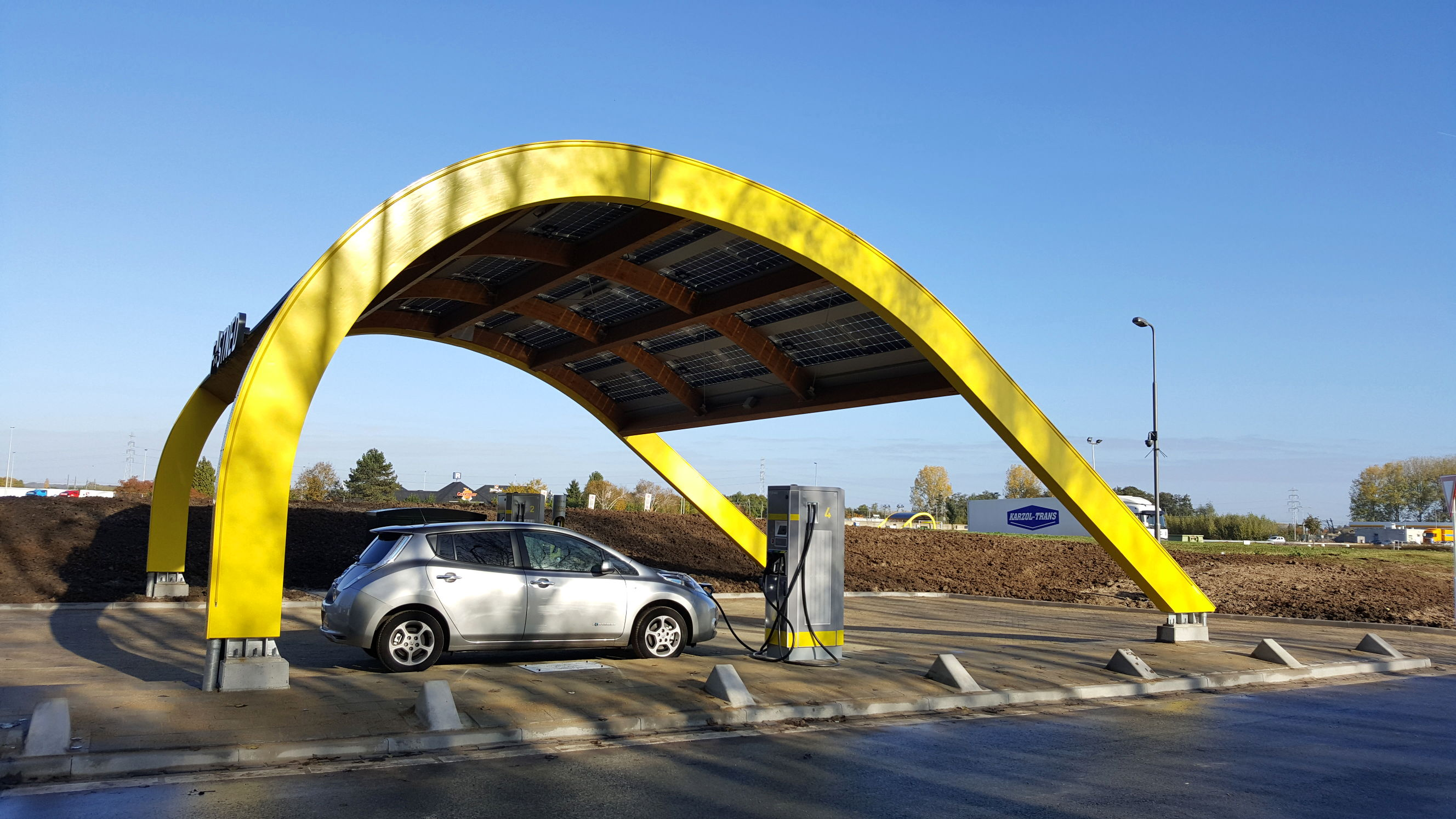
Fastned-Ladestation im ursprünglichen Design

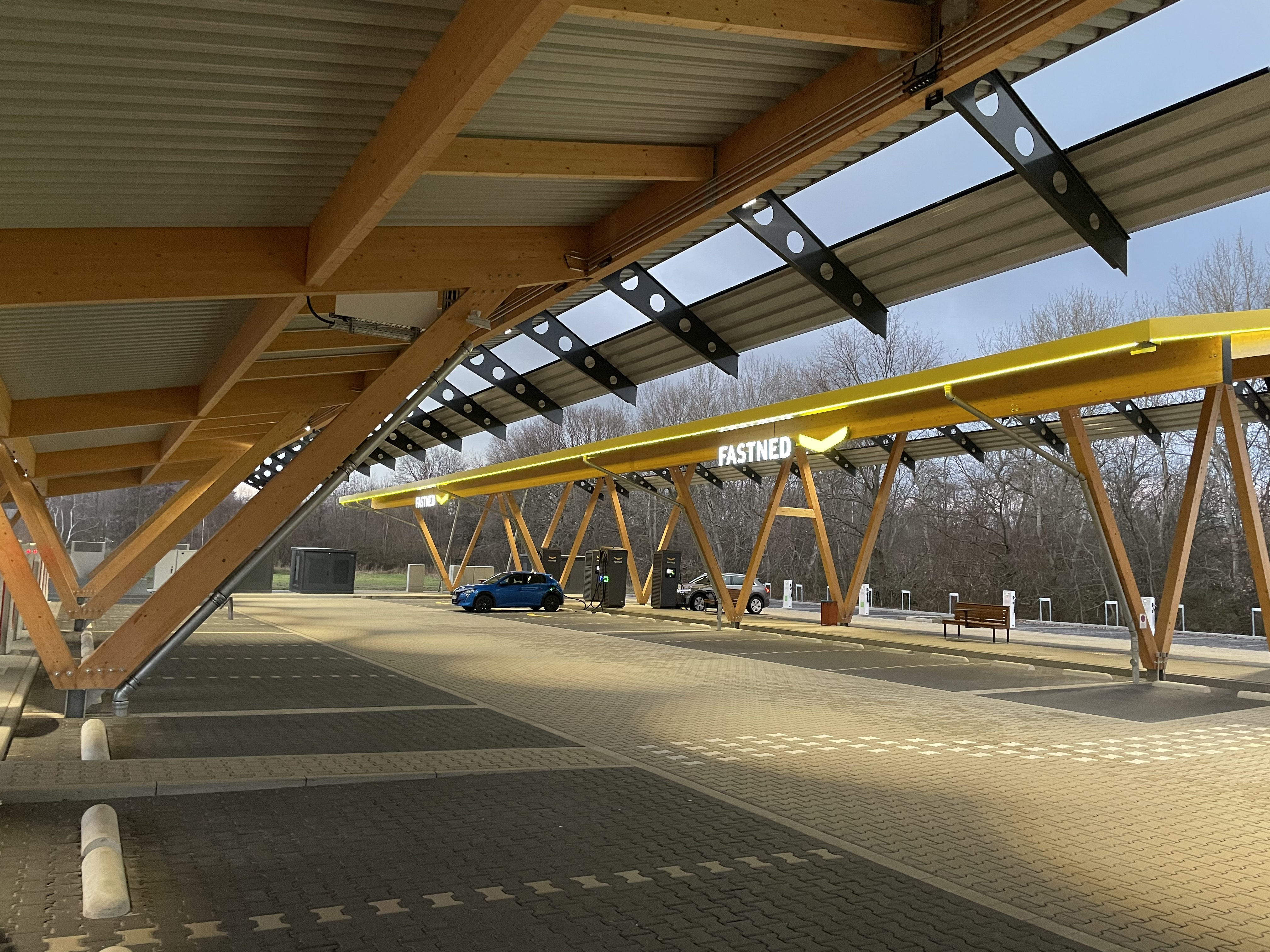
Fastned-Ladestationen am Seed & Greet Ladepark am Autobahnkreuz Hilden

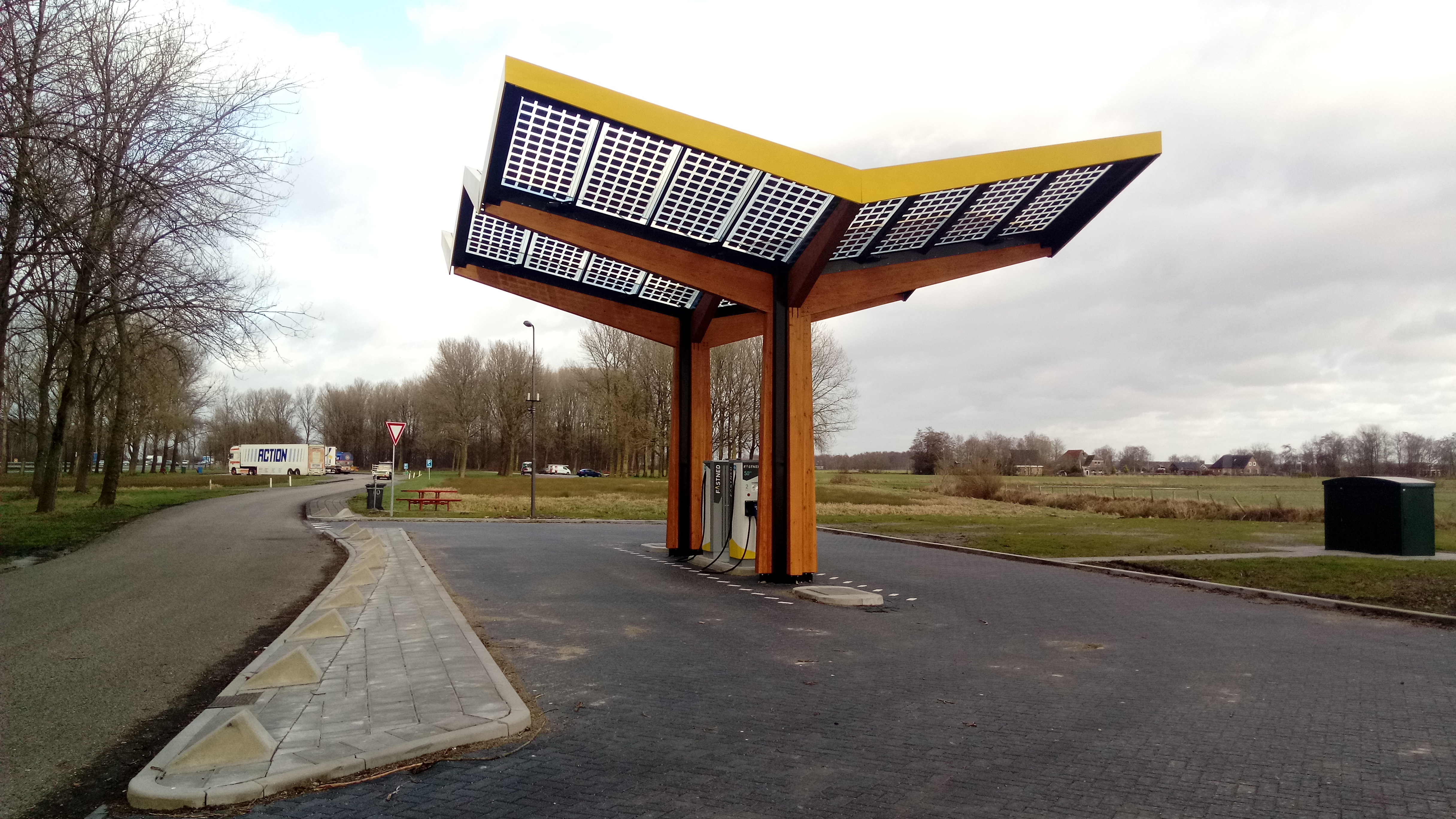
Fastned-Ladestation im neuen Design

Das langfristige Firmenziel sieht ein europäisches Ladenetz mit 1.000 Standorten und jeweils mehreren Ladesäulen vor. Der hundertste Standort wurde am 13. Juni 2019 eröffnet. Ende 2023 umfasste das Ladenetz insgesamt 297 Standorte in den Niederlanden, Deutschland, dem Vereinigten Königreich, Belgien, der Schweiz, Frankreich und Dänemark.
|                  | 2013 | 2014 | 2015 | 2016 | 2017 | 2018 | 2019 | 2020 | 2021 | 2022 | 2023 |
| ---------------- | ---- | ---- | ---- | ---- | ---- | ---- | ---- | ---- | ---- | ---- | ---- |
| Standorte NL     | 5    | 19   | 50   | 57   | 63   | 77   | 98   | 105  | 132  | 149  | 168  |
| Standorte DE     | 0    | 0    | 0    | 0    | 0    | 8    | 15   | 18   | 31   | 37   | 39   |
| Standorte UK     | 0    | 0    | 0    | 0    | 0    | 0    | 1    | 6    | 8    | 12   | 20   |
| Standorte BE     | 0    | 0    | 0    | 0    | 0    | 0    | 0    | 1    | 9    | 18   | 24   |
| Standorte CH     | 0    | 0    | 0    | 0    | 0    | 0    | 0    | 1    | 2    | 3    | 7    |
| Standorte FR     | 0    | 0    | 0    | 0    | 0    | 0    | 0    | 0    | 6    | 23   | 38   |
| Standorte DK     | 0    | 0    | 0    | 0    | 0    | 0    | 0    | 0    | 0    | 0    | 1    |
| Standorte gesamt | 5    | 19   | 50   | 57   | 63   | 85   | 114  | 131  | 188  | 242  | 297  |

### Autobahnnahe Standorte
Ein Großteil der Standorte liegt in unmittelbarer Nähe von Autobahnen, beispielsweise auf Rastplätzen, Autohöfen oder in autobahnnahen Gewerbegebieten. Die Standorte haben jeweils zwei bis zehn Ladesäulen, oftmals sogenannte High-Power-Charging-Ladesäulen mit einer Ladeleistung von bis zu 300 kW, wobei zukünftige Erweiterungen an vielen Standorten bereits mit eingeplant wurden. Teilweise befinden sich die Ladestationen bei Partnerunternehmen, wie beispielsweise Van der Valk-Hotels. Die meisten Standorte sind überdacht, die Dächer enthalten in das Glas integrierte Photovoltaik-Module, die bei Sonnenschein einen kleinen Teil des Energiebedarfs der Ladesäulen decken können und bei Nichtbenutzung der Ladesäulen in das Stromnetz einspeisen.

### Standorte auf Supermarkt-Parkplätzen
Mittlerweile ergänzen innerstädtische Standorte auf Supermarkt-Parkplätzen das Ladenetzwerk. Hier kommen Ladesäulen mit einer Ladeleistung von bis zu 50 kW zum Einsatz. Es wurden Kooperationen mit Albert-Heijn-Supermärkten (Niederlande) sowie Rewe (Deutschland) geschlossen. Die Standorte an den Supermärkten verfügen über ein unauffälligeres Design ohne Überdachung.

## Ladestationen

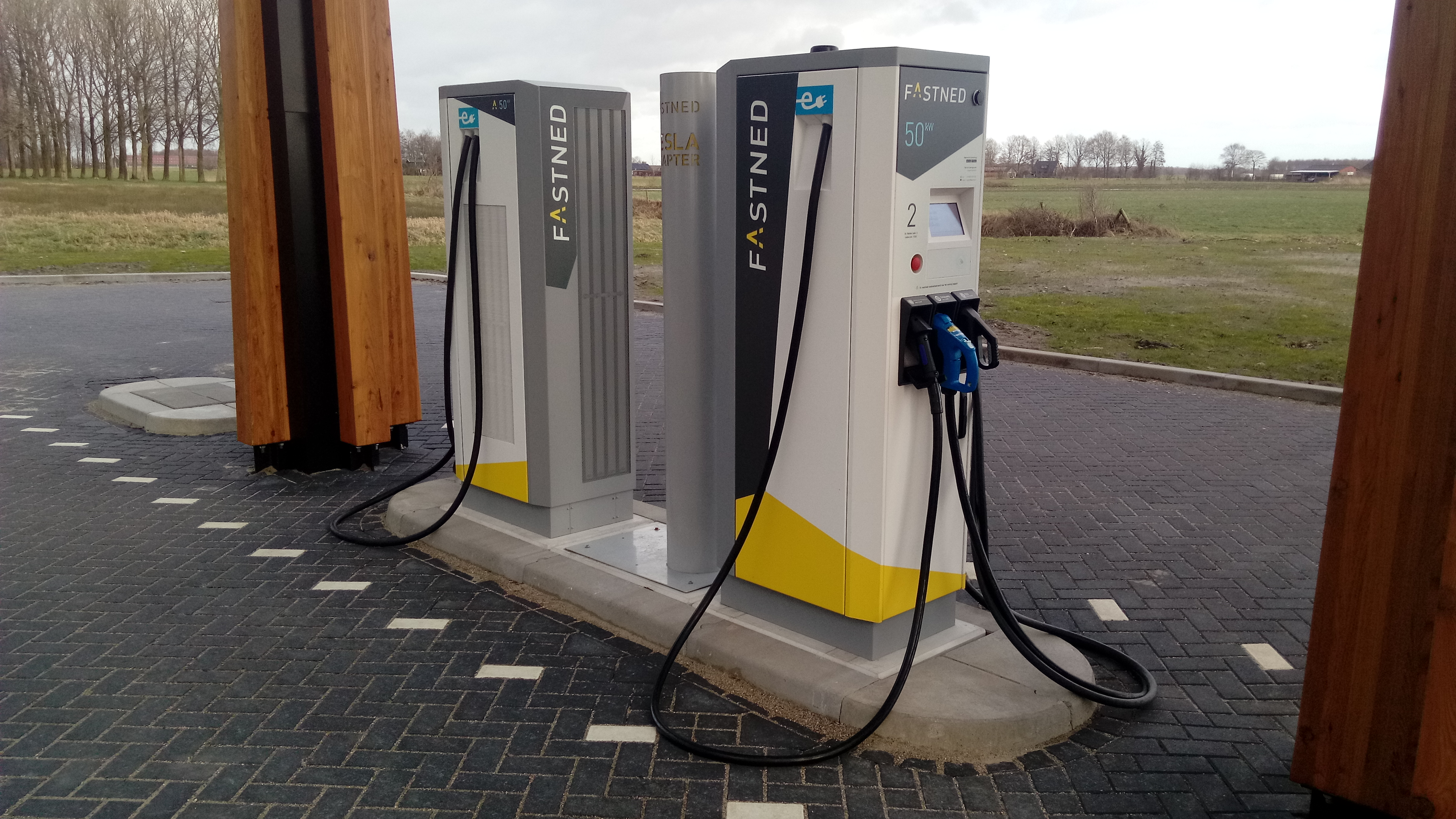
Fastned-Ladesäulen am Standort De Wâlden

Alle Ladestationen von Fastned verfügen über Ladestecker nach dem von der Europäischen Union als Standard festgelegten Combined Charging System (CCS Typ 2). Viele Standorte verfügen über mindestens eine Ladesäule mit einer maximalen Ladeleistung von 150 kW. An den meisten Standorten werden zudem auch Ladesäulen mit Typ-2- und CHAdeMO-Ladeanschlüssen angeboten.